# Viksjö (gmina Härnösand)
Viksjö – miejscowość (småort) w Szwecji w gminie Härnösand w regionie Västernorrland. Około 125 mieszkańców.